# Брусянка (Новосибирская область)
Брусянка — посёлок в Тогучинском районе Новосибирской области. Входит в состав Кудринского сельсовета.

## География
Площадь посёлка — 40 гектаров.

## Население
| 2002 | 2007 | 2010 |
| ---- | ---- | ---- |
| 111  | ↗172 | ↘147 |

## Инфраструктура
В посёлке по данным на 2007 год функционирует 1 учреждение здравоохранения.